# Леоновка (Кагарлыкский район)
Лео́новка (укр. Леонівка) — село, входит в Кагарлыкский район Киевской области Украины.
Население по переписи 2001 года составляло 312 человека. Почтовый индекс — 09221. Телефонный код — 4573. Занимает площадь 1,687 км². Код КОАТУУ — 3222284801.

## Местный совет
09221, Київська обл., Кагарлицький р-н. с.Леонівка, вул.Леніна,1, тел. 3–42-45  (укр.)